# ولاية بكتيكا

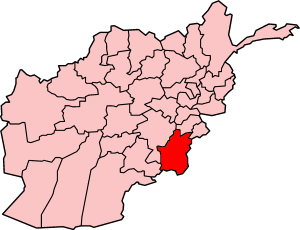
ولاية بكتيكا

ولاية بکتيکا (بالباشتو: پكتيكا) هي إحدی الولايات الـ 34 بأفغانستان تقع شرقي البلاد. سکانها حوالي 352000 ومساحتها أکثر من 19842 کيلو متر مربع.
يتميّز أهل بکتيکا بمحافظتهم علی الديانة الإسلامية السمحاء ويشکّل المسلمون السنة الأغلبية الساحقة فيها وعاصمتها مدينة شَرَنة.

## الوضع السياسي والعسکري
إقليم بکتيکا المتاخم مع باکستان يقع في أقصی الحدود الشرقية لأفغانستان والذي عانی کثيراً من ويلات الحروب وعمليات التدمير الواسعة فی الآونة الأخيرة. عملية بناء الولاية بعد سقوط نظام طالبان لم تکن مرضية کما هو الحال في الأقاليم المجاورة مثل خوست وزابُل. يرجع سبب بطء إعادة إعمار الإقليم إلی العمليات العسکرية والتي تقوم بها قوات التحالف ضد عناصر طالبان هناك.
شهد إقليم بکتيکا آخر سلسلة من الحروب الخطيرة والشرسة عام 2004 عقب صدور تقرير استخباراتي عن وجود عناصر طالبان وفلول القاعدة. تم إرسال عدد من الجنود الأمريکان إلی المنطقة في محاولة للاستيلاء علی الإقليم ومحاربة طالبان والقاعدة بينما شنَّ الجيش الباکستاني هجوماً مضاداً علی مقاتلي طالبان علی حدود باکستان الغربية تحديداً بإقليم وزيرستان.

## السياسة
تولّی إدارة إقليم بکتيکا الوالي أکرم خبلواک عقب اغتيال الحاکم السابق محمد علي جلالي بيد طالبان عندما کان يقود سيارته وسط محافظة غزنة.

## التاريخ
إقليم بکتيکا کان مقاطعة لولاية بکتيا العظمى في السابق ولکنها شهدت مخاض إقليمين آخرين – بکتيکا وخوست لاحقاً. شهدت ولاية بکتيکا سلسلة من الحروب الطويلة بين المجاهدين الأفغان وجنود الجيش السوفياتي السابق وصولاً إلی الوضع الراهن حيث أنها تخضع لسيطرة طالبان أحياناً.

## الجغرافيا
تحد بکتيکا خوست وبکتيا ومنطقة وزيرستان الباکستانية شمالاً وشرقاً وتحدها زابل جنوباً وغزني غرباً. عانت بکتيکا من ظاهرة التصحر وإزالة الأشجار لأسباب تتعلق باجتياح فيضانات عارمة لتلك المنطقة الوعرة.

## المديريات
برمل، ديلة، کيان، کومل، متا خان، شرنة، يوسف خيل، يحيی خيل، زرغون شهر، سروبی، ارکون، أومنة، سروضة، جانی خيل، نيکة، وازة خوا، زيروک، ورممي وتروو.

## أعلام
- أحمد شاه
- سوشميتا بانيرجي